# Фарфан, Джефферсон
Дже́фферсон Агусти́н Фарфа́н Гуадалу́пе (исп. Jéfferson Agustín Farfán Guadalupe; род. 26 октября 1984, Лима) — перуанский футболист, игравший как в полузащите, так и в нападении. Занимает второе место в списке лучших бомбардиров в истории национальной сборной Перу.

## Биография
Джефферсон Фарфан родился и вырос в столице Перу, Лиме. У Джефферсона было трудное детство, он рос без отца. Его мать, Росарио Гуадалупе, работала танцовщицей фестехо (перуанского народного танца). Заниматься футболом начал в Академии «Депортиво Мунисипаль», где провёл пять лет. В семь лет мог перейти в стан конкурента своего клуба — «Универсидад». Туда его пригласил президент Альфредо Гонсалес.

Он показал мне базу, я провёл тренировку, все складывалось отлично, пока не сказали, что надо оплатить форму. Цена была невысокой, но наша семья была совсем на мели, к тому же я только начал заниматься в академии «Депортиво Мунисипаль» и никак не мог уйти— вспоминал Фарфан

#### Личная жизнь
У Фарфана трое детей, два сына и одна дочь.
В октябре 2010 года Джефферсон Фарфан был арестован в Перу. В суд подала бывшая подруга футболиста Мелисса Клуг, которая обвинила Фарфана в неуплате алиментов на содержание их общего ребёнка 2-летнего Джефферсона Адриано.

## Клубная карьера

### «Альянса Лима»
В 1998 году Фарфана приобрёл столичный клуб «Альянса Лима». В 16 лет Фарфан дебютировал на взрослом уровне. Это случилось в день независимости Перу — 28 июля 2001 года — 25 минут против «Депортиво Ванка» рядом с родным дядей Роберто Фарфаном. «Альянса» победила в самом конце — 2:1. Регулярно появляться на поле начал с 2002 года, а в последующих сезонах стал ключевым игроком основы.

### ПСВ
В 2004 году началась европейская карьера Фарфана. Он подписал пятилетнее соглашение с голландским клубом ПСВ, с которым переживёт по-настоящему золотую эпоху. Сумма трансфера составила 2 млн евро. В составе «красно-белых» Джефферсон дебютировал в октябре 2004 года в поединке против «Херенвена». До конца сезона провёл 28 матчей регулярного первенства, забив 8 голов. Вместе с нидерландским клубом дошёл до полуфинала Лиги чемпионов 2004/05, забив в 12 матчах 5 голов. Первый гол в еврокубках забил 20 октября, поразив ворота «Русенборга» (2:1).
В следующих двух сезонах Фарфан забил по 21 голу в 31 матче национального первенства. По итогам сезона 2006/07 стал лучшим бомбардиром команды, а также был признан лучшим футболистом у себя на родине. За четыре года в ПСВ Джефферсон провёл 163 матча, забив 71 гол. Ни в одном из сезонов он не оставался без чемпионских титулов, став одним из самых титулованных перуанских футболистов начала XXI века. В марте 2008 года Фарфан объявил, что не будет продлевать соглашение со своим нынешним клубом. На него сразу же была объявлена охота, многие клубы стремились заполучить в свои ряды талантливого форварда.

### «Шальке 04»
В июне 2008 года «Шальке 04» выиграл спор на трансферном рынке за Джефферсона Фарфана у «Тоттенхэма» и «Фиорентины». Фарфан подписал контракт с «Шальке» на 4 года. Команда из Гельзенкирхена заплатила за игрока сборной около 10 млн евро. Дебютировал в основе «Шальке» 10 августа 2008 года в матче Лиги чемпионов против «Атлетико». Провёл на поле 70 минут и ничем полезным кроме жёлтой карточки не отметился. Через месяц дебютировал в рамках Бундеслиги, отметившись голом с пенальти в ворота «Боруссии Дортмунд» (3:3). В дебютном сезоне забил 11 голов и раздал 7 голевых передач, став пятым игроком Бундеслиги по системе гол+пас.

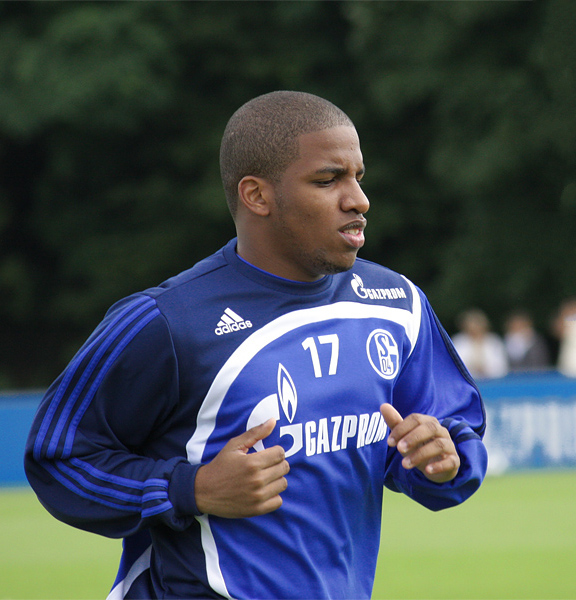
Фарфан в 2008 году

В сезоне 2009/10 стал безальтернативным форвардом «кобальтовых», отметившись 8 голами в 32 матчах Бундеслиги. Фарфан стал автором единственного гола в принципиальнейшем «Рурском Дерби» против «Боруссии Дортмунд», а «Шальке» одержал первую выездную победу в данном противостоянии за шесть лет. Летом 2010 в «Шальке» пришёл форвард «Милана» Клас-Ян Хюнтелар. 16 августа Джефферсон отметился первым дублем за «кобальтовых» в поединке Кубка Германии против «Аалена». Автором двух голевых передач стал голландский форвард. Вместе с этим ребятами клуб из Гельзенкирхена завоевал первый трофей за девять лет, обыграв в финале Кубка Германии «Дуйсбург» со счётом 5:0. Фарфан стал автором единственного гола на стадии четвертьфинала, поразив ворота «Аугсбурга» (0:1). В ответном матче 1/8 финала Лиги чемпионов УЕФА 2010/11 Фарфан забил два мяча в ворота «Валенсии» и принёс своей команде победу.
В сезоне 2011/12 Джефферсона начали преследовать травмы. К тому же в стан «кобальтовых» перешла легенда «Реал Мадрида» Рауль, который сумел навязать конкуренцию перуанскому форварду, заставив того сесть на скамейку запасных. По ходу сезона отметился тремя голами, забив единственный мяч в выездном поединке против «Байера» (0:1) — основного конкурента «Шальке» в борьбе за третье место, а также отметившись уже рядовым голом в ворота дортмундской «Боруссии», которая, несмотря на это, обыграла своих соседей со счётом 2:1 и оформила чемпионство. В конце августа 2012 года Фарфан продлил контракт с «гельзенкирхенцами» до 2016 года.
В дебютном матче сезона 2012/13 против «Аугсбурга» стал автором трёх голевых передач на Хюнтелара, Джонса и Пападопулоса. В этом сезоне Бундеслиги забил 6 голов, три из которых оказались победными. 18 января 2013 года Фарфан открыл счёт на 46-й минуте в домашнем матче против «Ганновера». В течение следующих 45 минут соперники забили ещё 8 голов, а Фарфан отдал голевую передачу на Льюиса Холтби, который стал автором победного мяча 5:4. Сезон 2013/14 мог стать самым успешным в карьере Фарфана. В дебютном матче против «Гамбурга» он отметился голевой передачей на Дракслера. Затем сам уже поражал ворота ПАОКа (1:1) и «Байера» (2:0). На отрезке ноябрь-декабрь Фарфан сумел забить 7 голов, оформив дубль в ворота «Штутгарта» (3:0).
Вернувшись с зимнего перерыва, перуанский форвард отметился отличным выстрелом со штрафного, поразив ворота «Гамбурга». Этот мяч был признан лучшим в январе. В этом же матче Фарфан получил небольшую травму бедра, которая впоследствии усугубилась и выбила его из игры до конца сезона. Впоследствии Джефферсон принял участие в одном из апрельских матчей, а также вышел на замену в поединке предпоследнего тура против «Нюрнберга» и отметился очередным великолепно исполненным стандартом. Этот гол в итоге вошёл в пятёрку самых красивых голов Бундеслиги 2013/14. На одном из товарищеских матчей предсезонного турне 2014/15 Фарфан получил травму колена, потребовалось срочное хирургическое вмешательство, и игрок вылетел на восемь месяцев.

### «Аль-Джазира»
20 июля 2015 года было объявлено о достижении принципиальной договорённости между «Шальке» и эмиратским клубом «Аль-Джазира» по трансферу Фарфана. 23 июля Джефферсон прошёл медобследование в новом клубе, который предложил игроку зарплату в размере 10 миллионов евро в год; сумма трансфера составила 7 миллионов евро. Однако в Эмиратах заиграть не удалось. Провёл всего 12 матчей и забил 4 гола, после чего клуб расторг договор, потому как перуанец неоднократно нарушал некоторые пункты в личном контракте. В составе «Аль-Джазиры» выиграл Кубок президента.

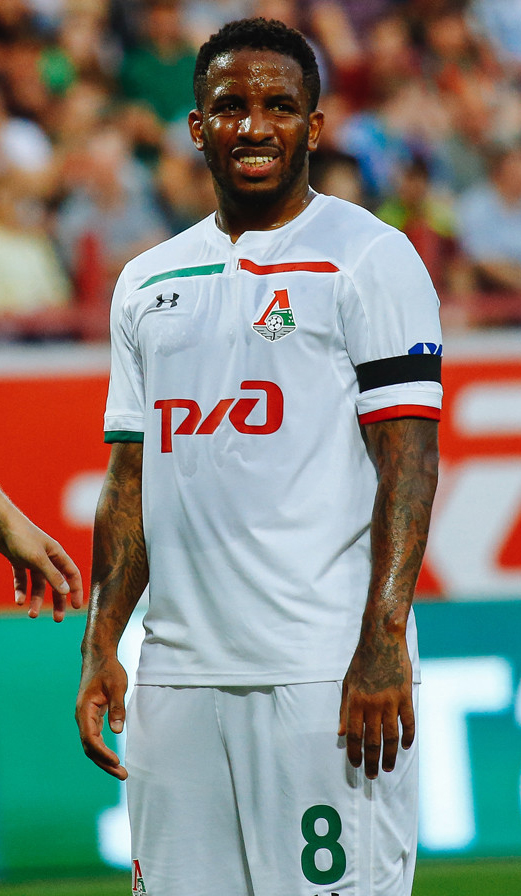
Фарфан в составе «Локомотива» в 2018 году

### «Локомотив»
29 января 2017 года Фарфан подписал контракт с московским «Локомотивом». 1 апреля 2017 года забил первый мяч в дебютном гостевом матче против «Уфы» (1:0).
Матч 23-го тура чемпионата России прошёл 16 апреля 2017 года в Туле и завершился крупной победой железнодорожников со счётом 3:0. После матча Ари, Фарфан и физиотерапевт «Локомотива» возвращались в Москву на клубном автомобиле. Недалеко от Тулы футболисты увидели аварию с участием пяти машин. Игроки оказали пострадавшим первую помощь и вызвали медиков. Жизням пострадавших, среди которых была беременная женщина и ребёнок, ничего не угрожало. Всего в ДТП получили травмы четыре человека, в том числе ребёнок.
21 июля 2017 года забил второй гол за клуб в гостевом матче второго тура против ЦСКА, матч завершился победой (3:1). 29 октября 2017 года оформил дубль и отдал голевую передачу Алексею Миранчуку в гостевом матче против «Зенита», матч завершился победой (3:0). 23 ноября 2017 года оформил дубль в домашнем матче 5-го тура группового этапа Лиги Европы против «Копенгагена» (2:1). 2 декабря 2017 года в домашнем матче против казанского «Рубина» забил гол в концовке матча, и принёс победу своему клубу (1:0). 7 декабря 2017 года в заключительном туре группового этапа Лиги Европы УЕФА, в гостевом матче против чешского клуба «Злин» забил гол, матч завершился победой (2:0). 11 декабря 2017 года оформил дубль в ворота «Тосно». Матч завершился победой со счётом 3:1.
4 июня 2018 года московский клуб продлил контракт с перуанцем на два года. В сезоне 2017/2018 Фарфан стал лучшим бомбардиром команды, забив 14 мячей в 32 матчах. 8 декабря 2018 года оформил дубль в концовке домашнего матча 17 тура против «Оренбурга» (2:1). 15 мая 2020 года сдал положительный тест на коронавирус. Перуанец стал первым футболистом РПЛ, заразившимся COVID-19.
5 августа 2020 года Фарфан покинул «Локомотив» по истечении контракта.

### «Альянса Лима»
22 марта 2021 года вернулся в «Альянсу Лиму» подписав контракт до 31 декабря 2022 года. 7 апреля 2021 года забил в первом же матче после возвращения в чемпионат Перу, форвард вышел на поле на 57-й минуте встречи с «Депортиво Мунисипаль», а на 83-й минуте отправил в ворота соперника победный мяч.
16 декабря 2022 года Фарфан объявил о завершении карьеры.

## Карьера в сборной
Дебютировал в сборной Перу в 2003 году в товарищеском матче против Гаити (5:1), выйдя на замену вместо Клаудио Писарро и став автором пятого гола своей команды. Первый мяч в официальных матчах забил 6 сентября 2003 года, поразив ворота сборной Парагвая в рамках отборочного турнира ЧМ 2006. В 2004 году отправился в составе сборной на Кубок Америки, здесь практически не играл, но один гол всё же забить успел, поразив ворота Венесуэлы (3:1). Вместе со сборной Перу был близок к поездке на ЧМ 2006, но занял пятое место в группе Южной и Латинской Америки.
Принимал активное участие в отборочной компании к ЧМ 2014. Сборная Перу здорово начала, набрав 4 очка в первых двух матчах против Венесуэлы 2:1 (оба мяча на счету Фарфана) и Аргентины (1:1). Однако затем перуанская дружина заметно сдала и не сумела пробиться на финальный турнир, проходивший в соседней Бразилии. К 2014 году в активе Джефферсона чуть более 60 матчей и 18 забитых голов. Он входит в пятёрку лучших бомбардиров в истории «инков», отставая на один мяч от занимающего третье место Фернандес Теодоро.
Помог сборной Перу попасть на чемпионат мира 2018 года в Россию. Он стал автором победного гола в ворота сборной Новой Зеландии в ответном стыковом матче за попадание на турнир (счёт в игре — 2:0). Перуанцы сумели пробиться на Мундиаль впервые за 36 лет.
Летом 2019 года Джефферсон был приглашён в сборную для участия в Кубке Америки, который состоялся в Бразилии. Во втором матче в группе против Боливии, отличился голом на 55-й минуте и одержал победу вместе с командой со счётом 3:1. В матче против Бразилии (0:5) Фарфан получил травму колена, которая лишила его возможности продолжить выступление на турнире. На 31 декабря 2021 года сыграл за сборную 102 матча, в которых забил 27 голов.

## Достижения
Командные
«Альянс Лима»
- Чемпион Перу (5): 2001, 2003, 2004, 2021, 2022

ПСВ
- Чемпион Нидерландов (4): 2004/05, 2005/06, 2006/07, 2007/08
- Обладатель Кубка Нидерландов: 2004/05

«Шальке 04»
- Обладатель Кубка Германии: 2010/11
- Обладатель Суперкубок Германии: 2011

«Аль-Джазира»
- Обладатель Кубка президента ОАЭ: 2015/16

«Локомотив»
- Чемпион России: 2017/18
- Обладатель Кубка России: 2016/17, 2018/19
- Обладатель Суперкубка России: 2019

Сборная Перу
- Серебряный призёр кубка Америки: 2019
- Бронзовый призёр кубка Америки: 2015

Личные
- Лучший футболист Перу: 2007
- В списках 33 лучших футболистов чемпионата России (2): № 2 — 2018/19, № 3 — 2017/18

## Статистика
По состоянию на 22 июля 2020 года
| Клуб               | Сезон   | Лига   | Лига  | Кубки  | Кубки | В Европе | В Европе | В Южной Америке | В Южной Америке | Итого  | Итого |
| Клуб               | Сезон   | Матчей | Голов | Матчей | Голов | Матчей   | Голов    | Матчей          | Голов           | Матчей | Голов |
| ------------------ | ------- | ------ | ----- | ------ | ----- | -------- | -------- | --------------- | --------------- | ------ | ----- |
| Альянса Лима       | 2001    | 1      | 0     |        |       |          |          | 0               | 0               | 1      | 0     |
| Альянса Лима       | 2002    | 24     | 2     |        |       |          |          | 3               | 1               | 27     | 3     |
| Альянса Лима       | 2003    | 33     | 12    |        |       |          |          | 8               | 0               | 41     | 12    |
| Альянса Лима       | 2004    | 19     | 14    |        |       |          |          | 5               | 4               | 24     | 18    |
| Альянса Лима       | Итого   | 77     | 28    |        |       |          |          | 16              | 5               | 93     | 33    |
| ПСВ                | 2004/05 | 28     | 8     | 1      | 0     | 13       | 1        |                 |                 | 42     | 9     |
| ПСВ                | 2005/06 | 31     | 21    | 3      | 1     | 8        | 2        |                 |                 | 42     | 24    |
| ПСВ                | 2006/07 | 30     | 21    | 1      | 0     | 8        | 0        |                 |                 | 39     | 21    |
| ПСВ                | 2007/08 | 29     | 7     | 1      | 0     | 9        | 2        |                 |                 | 39     | 9     |
| ПСВ                | Итого   | 118    | 57    | 6      | 1     | 38       | 5        |                 |                 | 162    | 63    |
| Шальке 04          | 2008/09 | 31     | 9     | 4      | 3     | 6        | 0        |                 |                 | 41     | 12    |
| Шальке 04          | 2009/10 | 33     | 8     | 3      | 0     | 0        | 0        |                 |                 | 36     | 8     |
| Шальке 04          | 2010/11 | 28     | 3     | 7      | 3     | 10       | 4        |                 |                 | 45     | 10    |
| Шальке 04          | 2011/12 | 23     | 4     | 1      | 0     | 10       | 0        |                 |                 | 34     | 4     |
| Шальке 04          | 2012/13 | 27     | 6     | 1      | 0     | 7        | 1        |                 |                 | 35     | 7     |
| Шальке 04          | 2013/14 | 19     | 9     | 2      | 2     | 7        | 1        |                 |                 | 28     | 12    |
| Шальке 04          | 2014/15 | 9      | 0     | 0      | 0     | 0        | 0        |                 |                 | 9      | 0     |
| Шальке 04          | Итого   | 170    | 39    | 18     | 8     | 40       | 6        |                 |                 | 228    | 53    |
| Аль-Джазира        | 2015/16 | 9      | 2     | 2      | 0     | 0        | 0        |                 |                 | 11     | 2     |
| Аль-Джазира        | 2016/17 | 3      | 2     | 4      | 1     | 0        | 0        |                 |                 | 7      | 3     |
| Аль-Джазира        | Итого   | 12     | 4     | 6      | 1     | 0        | 0        |                 |                 | 18     | 5     |
| Локомотив (Москва) | 2016/17 | 6      | 1     | 2      | 0     | 0        | 0        |                 |                 | 8      | 1     |
| Локомотив (Москва) | 2017/18 | 22     | 10    | 1      | 0     | 9        | 4        |                 |                 | 32     | 14    |
| Локомотив (Москва) | 2018/19 | 20     | 8     | 2      | 0     | 4        | 1        |                 |                 | 26     | 9     |
| Локомотив (Москва) | 2019/20 | 3      | 1     | 0      | 0     | 0        | 0        |                 |                 | 3      | 1     |
| Локомотив (Москва) | Итого   | 51     | 20    | 5      | 0     | 13       | 5        |                 |                 | 69     | 25    |
| Итого за карьеру   |         | 428    | 148   | 35     | 10    | 91       | 16       | 16              | 5               | 570    | 179   |

### Голы за сборную
| #  | Дата            | Стадион                                    | Соперник       | Счёт | Результат | Соревнование                                            |
| -- | --------------- | ------------------------------------------ | -------------- | ---- | --------- | ------------------------------------------------------- |
| 1  | 23 февраля 2003 | Алехандро Вильянуэва, Лима, Перу           | Гаити          | 5:1  | 5:1       | Товарищеский матч                                       |
| 2  | 24 июля 2003    | Национальный стадион, Лима, Перу           | Уругвай        | 1:0  | 3:4       | Товарищеский матч                                       |
| 3  | 24 июля 2003    | Национальный стадион, Лима, Перу           | Уругвай        | 3:2  | 3:4       | Товарищеский матч                                       |
| 4  | 6 сентября 2003 | Национальный стадион, Лима, Перу           | Парагвай       | 4:1  | 4:1       | Отборочный турнир чемпионата мира 2006                  |
| 5  | 1 июня 2004     | Сентенарио, Монтевидео, Уругвай            | Уругвай        | 3:0  | 3:1       | Отборочный турнир чемпионата мира 2006                  |
| 6  | 9 июля 2004     | Национальный стадион, Лима, Перу           | Венесуэла      | 1:0  | 3:1       | Копа Америка 2004                                       |
| 7  | 17 ноября 2004  | Национальный стадион, Лима, Перу           | Чили           | 1:0  | 2:1       | Отборочный турнир чемпионата мира 2006                  |
| 8  | 30 марта 2005   | Национальный стадион, Лима, Перу           | Эквадор        | 2:2  | 2:2       | Отборочный турнир чемпионата мира 2006                  |
| 9  | 3 сентября 2005 | Хосе Паченчо Ромеро, Маракайбо, Венесуэла  | Венесуэла      | 1:1  | 4:1       | Отборочный турнир чемпионата мира 2006                  |
| 10 | 12 октября 2005 | Стадион Хорхе Басадре, Такна, Перу         | Боливия        | 2:1  | 4:1       | Отборочный турнир чемпионата мира 2006                  |
| 11 | 12 октября 2005 | Стадион Хорхе Басадре, Такна, Перу         | Боливия        | 4:1  | 4:1       | Отборочный турнир чемпионата мира 2006                  |
| 12 | 3 июня 2007     | Висенте Кальдерон, Мадрид, Испания         | Эквадор        | 1:0  | 2:1       | Товарищеский матч                                       |
| 13 | 11 октября 2011 | Монументаль Давид Орельяно, Сантьяго, Чили | Чили           | 2:3  | 2:4       | Отборочный турнир чемпионата мира 2014                  |
| 14 | 7 сентября 2012 | Национальный стадион, Лима, Перу           | Венесуэла      | 1:1  | 2:1       | Отборочный турнир чемпионата мира 2014                  |
| 15 | 7 сентября 2012 | Национальный стадион, Лима, Перу           | Венесуэла      | 2:1  | 2:1       | Отборочный турнир чемпионата мира 2014                  |
| 16 | 23 марта 2013   | Национальный стадион, Лима, Перу           | Чили           | 1:0  | 1:0       | Отборочный турнир чемпионата мира 2014                  |
| 17 | 6 сентября 2013 | Национальный стадион, Лима, Перу           | Уругвай        | 1:2  | 1:2       | Отборочный турнир чемпионата мира 2014                  |
| 18 | 3 июня 2015     | Национальный стадион, Лима, Перу           | Мексика        | 1:0  | 1:1       | Товарищеский матч                                       |
| 19 | 8 сентября 2015 | Ред Булл Арена, Гаррисон, США              | Колумбия       | 1:1  | 1:1       | Товарищеский матч                                       |
| 20 | 13 октября 2015 | Национальный стадион, Лима, Перу           | Чили           | 1:1  | 3:4       | Отборочный турнир чемпионата мира 2018                  |
| 21 | 13 октября 2015 | Национальный стадион, Лима, Перу           | Чили           | 2:1  | 3:4       | Отборочный турнир чемпионата мира 2018                  |
| 22 | 13 ноября 2015  | Национальный стадион, Лима, Перу           | Колумбия       | 1:0  | 1:0       | Отборочный турнир чемпионата мира 2018                  |
| 23 | 15 ноября 2017  | Национальный стадион, Лима, Перу           | Новая Зеландия | 1:0  | 2:0       | Отборочный турнир чемпионата мира 2018 (стыковые матчи) |
| 24 | 27 марта 2018   | Ред Булл Арена, Гаррисон, США              | Исландия       | 3:1  | 3:1       | Товарищеский матч                                       |
| 25 | 29 мая 2018     | Национальный стадион, Лима, Перу           | Шотландия      | 2:0  | 2:0       | Товарищеский матч                                       |
| 26 | 20 ноября 2018  | Монументаль Вирхен де Чапи, Арекипа, Перу  | Коста-Рика     | 2:2  | 2:3       | Товарищеский матч                                       |
| 27 | 18 июня 2019    | Маракана, Рио-де-Жанейро, Бразилия         | Боливия        | 1:2  | 1:3       | Копа Америка 2019                                       |